# Evangelický hřbitov v Kolíně
Evangelický hřbitov v Kolíně se nachází v městské části Kolín V - Zálabí při ulici Veltrubská, u západní zdi Městského hřbitova. Má rozlohu přibližně 4000 m².

## Historie

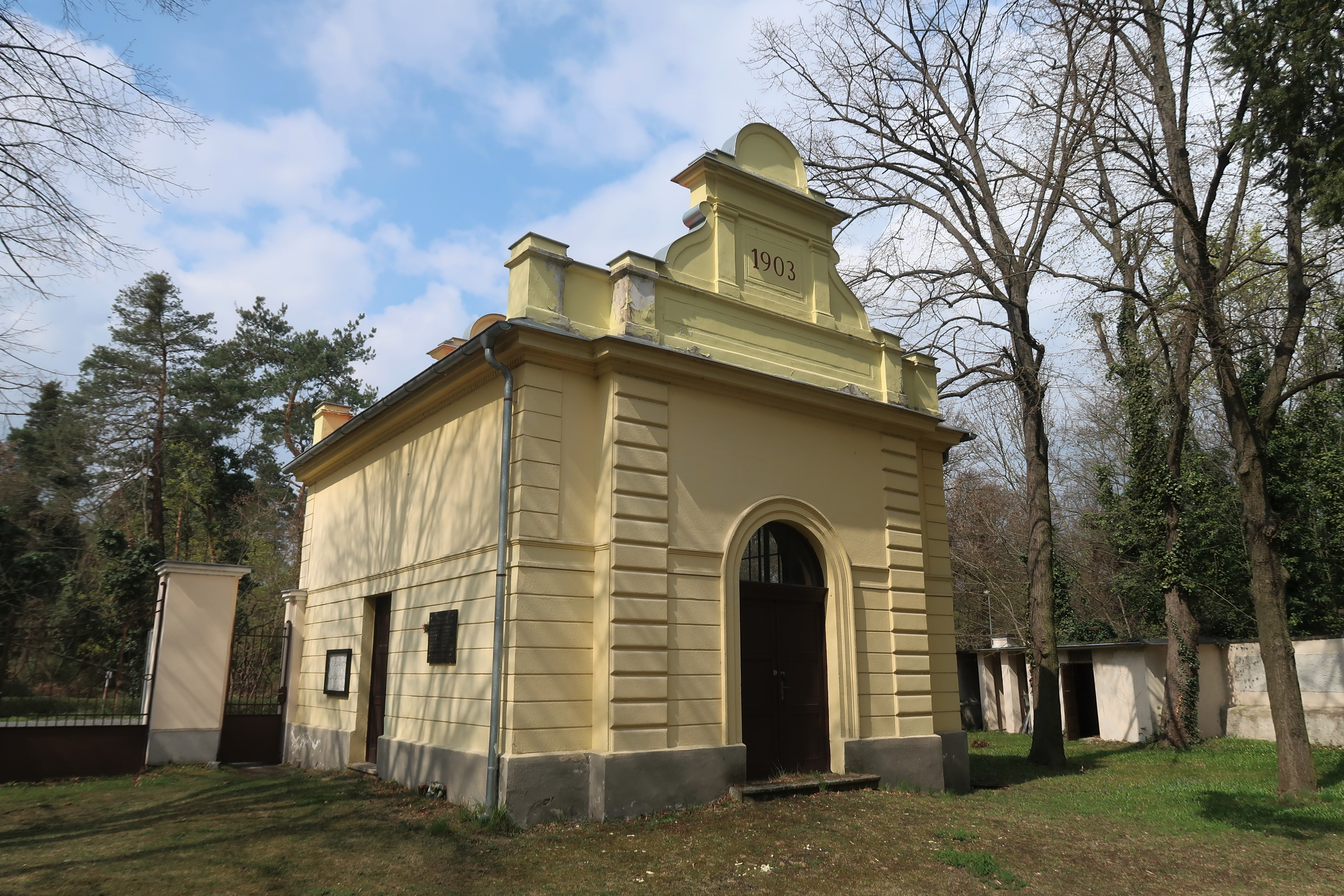
Hřbitovní kaple z roku 1903

Od konce 18. století evangelická obec pohřbívala na části hřbitova u kostela Všech Svatých. Poté roku 1863 založila vlastní hřbitov, který se nacházel na místě parku mezi ulicemi Veltrubská a Štítného. Roku 1903 byl založen nový hřbitov na konci ulice Veltrubská a starý hřbitov blíže centru města byl zrušen.
Hřbitovní kaple v historizujícím slohu s pseudorenesančními prvky byla postavena v severozápadní části hřbitova poblíž hlavní brány.